# Transparencia (economía)
En economía, un mercado es transparente si:
- Se sabe qué productos, bienes o servicios están disponibles
- A qué precio
- En qué lugar
- Bajo qué condiciones

Un alto grado de transparencia económica puede disminuir la actividad de los intermediarios, al aumentar el conocimiento del comprador sobre los productos que intenta adquirir. 
La transparencia es una de las condiciones teóricas necesarias para que una política de libre mercado sea eficiente.
Este concepto se amplía o traslada al de transparencia en las administraciones, cuando están claras y accesibles al público todas las resoluciones tomadas por las jerarquías, así como las bases o fundamentos de las mismas. Asimismo, el concepto también se traslada al de transparencia política (también determinando e incidiendo sobre su concepto casi opuesto, la corrupción política), cuando las resoluciones legislativas y de gobierno están claras y accesibles al público y al periodismo, cuando se combate la corrupción, cuando se explican decisiones y circunstancias, y cuando se admiten errores.